# Буниноведение
Бунинове́дение — раздел литературоведения и истории литературы, посвящённый изучению жизни и творчества русского писателя Ивана Алексеевича Бунина. Представители данного научного направления называются буниноведами, это российские и иностранные специалисты.

## История буниноведения
Сам термин «буниноведение» неоднократно повторялся современниками писателя. Впоследствии его применил Александр Твардовский во время выступления на Втором Всесоюзном съезде советских писателей в декабре 1954 года. В советском литературоведении термин окончательно был введён в оборот только в первом Собрании сочинений И. А. Бунина в СССР. При этом долгое время Бунин оценивался в Советском Союзе, в основном, негативно в связи с господствующей идеологией.
«Золотой фонд» советского и постсоветского буниноведения — труды А. К. Бабореко, Л. В. Крутиковой, А. В. Блюма, О. В. Сливицкой, Б. В. Аверин, Ю. В. Мальцева, Р. С. Спивак, О. Н. Михайлова, А. А. Волкова, А. А. Нинова, Н. М. Кучеровского и т. д.
Ведущие современные исследователи Бунина — Е. Р. Пономарев, Р. Дэвис, Д. Риникер, Т. М. Двинятина, Т. В. Марченко, О. А. Коростелев, С. Н.
Морозов, А. В. Бакунцев и др. отечественные и зарубежные специалисты..
Следует также заметить, что академического собрания сочинений И. А. Бунина по состоянию на 2020 г. по-прежнему не существуют, но силами перечисленных выше авторов (и других) ведутся долгие работы по его дальнейшей разработке.